# Megacraspedus
Megacraspedus är ett släkte av fjärilar. Megacraspedus ingår i familjen stävmalar.

## Dottertaxa tillMegacraspedus, i alfabetisk ordning[1]
- Megacraspedus achroa
- Megacraspedus aenictodes
- Megacraspedus alfacarellus
- Megacraspedus aphileta
- Megacraspedus argonota
- Megacraspedus argyroneurellus
- Megacraspedus astemphella
- Megacraspedus attritellus
- Megacraspedus binotellus
- Megacraspedus calamogonus
- Megacraspedus centrosema
- Megacraspedus cerussatellus
- Megacraspedus chalcoscia
- Megacraspedus chretienella
- Megacraspedus coniodes
- Megacraspedus consortiella
- Megacraspedus cuencellus
- Megacraspedus culminicola
- Megacraspedus dolosellus
- Megacraspedus escalerellus
- Megacraspedus euxena
- Megacraspedus exilis
- Megacraspedus exoletellus
- Megacraspedus grossisquammellus
- Megacraspedus halfella
- Megacraspedus hessleriellus
- Megacraspedus homochroa
- Megacraspedus hoplitis
- Megacraspedus imparellus
- Megacraspedus incertellus
- Megacraspedus inficeta
- Megacraspedus ischnota
- Megacraspedus isotis
- Megacraspedus kaszabianus
- Megacraspedus lagopellus
- Megacraspedus lativalvellus
- Megacraspedus lenceolellus
- Megacraspedus majorella
- Megacraspedus mareotidellus
- Megacraspedus marocanellus
- Megacraspedus melitopis
- Megacraspedus monolorellus
- Megacraspedus niphodes
- Megacraspedus oxyphanes
- Megacraspedus pentheres
- Megacraspedus peyerimhoffi
- Megacraspedus pityritis
- Megacraspedus platyleuca
- Megacraspedus plutella
- Megacraspedus popularis
- Megacraspedus pusillus
- Megacraspedus sagittifera
- Megacraspedus sclerotricha
- Megacraspedus sematacma
- Megacraspedus separatellus
- Megacraspedus serica
- Megacraspedus squalida
- Megacraspedus stratimera
- Megacraspedus subdolellus
- Megacraspedus tristictus
- Megacraspedus tutti
- Megacraspedus violacellum